# Scrobigera vulcania
Scrobigera vulcania là một loài bướm đêm trong họ Noctuidae.